# Sooronbay Jeenbekov
Sooronbay Sharipovich Jeenbekov (em quirguiz:   Сооронбай Шарипович Жээнбеков; Biy-Myrza, 16 de novembro de 1958) é um político quirguiz, foi presidente do seu país de 24 de novembro de 2017 a 15 de outubro de 2020. Foi nomeado primeiro-ministro do Quirguistão em 13 de abril de 2016, mas renunciou ao cargo em 21 de agosto de 2017, depois de ser nomeado como candidato oficial nas eleições presidenciais de 2017. Ele afirmou que "queria estar em uma posição igual com outros candidatos presidenciais".
A eleição foi realizada em 15 de outubro de 2017. A comissão central de eleição do Quirguistão informou um total de 1,7 milhão de votos, dos quais Jeenbekov ganhou 54,3%. A margem de vitória tornou um segundo turno desnecessário. Tomou posse do cargo em 24 de novembro de 2017, mas renunciou ao cargo em 15 de outubro de 2020, após uma onda de protestos tomarem a capital pedindo sua renúncia, alegando fraude nas eleições parlamentares. De acordo com um comunicado da presidência, Jeenbekov disse que não queria entrar para a história do país "como o presidente que provocou um derramamento de sangue ao atirar contra seus concidadãos", e essa foi a razão pelo qual "[eu] decidi renunciar [ao cargo]".